# Historie českého výstavnictví

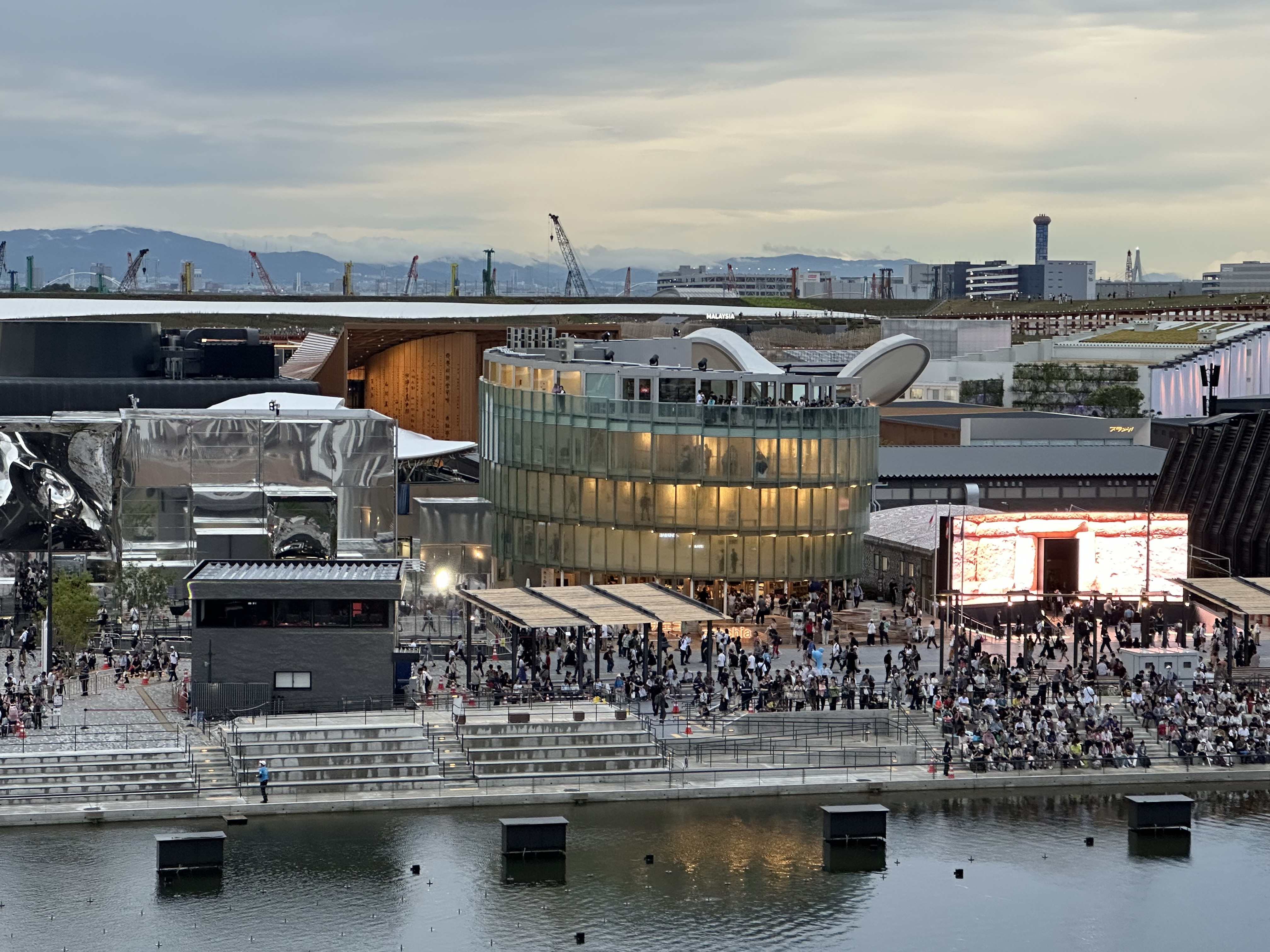
Český pavilon na EXPO 2025 z výšky

Světové výstavy začaly jako přehlídky techniky v důsledku průmyslové revoluce v polovině 19. století. V dalším století se nicméně proměnily v expozice národních kultur. První světová výstava svého druhu se konala v roce 1851 v Londýně. Kořeny účasti českých zemí na světových výstavách sahají až do 18. století. Na českém území byla již roku 1754 uspořádána pro Marii Terezii ve Veltrusích výstava produktů Království českého. K založení tradice průmyslových výstav v Čechách i v Evropě přispěla výstava v pražském Klementinu v roce 1791 pořádaná u příležitosti korunovace krále Leopolda II., nejednalo se ale o světovou výstavu v pravém slova smyslu. Po Spojeném království a Francii se Rakousko-Uhersko stalo v roce 1873 třetí zemí pořádající světovou výstavu. České království zde nicméně samostatný pavilon nemělo. Pavilon Rakousko-Uherska na světové výstavě roku 1889 v Paříži navrhli čeští architekti Jan Koula a Josef Fanta, kteří byli oceněni zlatou medailí za architekturu. Na oslavu 100. výročí od průmyslové výstavy v Klementinu uspořádala Praha v roce 1891 úspěšnou Jubilejní zemskou výstavu, avšak ani tato výstava nespadala do kategorie mezinárodních výstav. Na světové výstavě v roce 1900 v Paříži slavily úspěch expozice architektů Josefa Fanty a Jana Kouly v rámci pavilonu monarchie Rakouska-Uherska. V roce 1904 na výstavě v Saint Louis reprezentovala České království budova v secesním stylu od Jana Kotěry.
Československo jako samostatný stát se poprvé účastnilo světové výstavy v Riu de Janeiru v roce 1922. První národní pavilon vycházející z tradičních forem venkovské architektury byl dílem architekta Pavla Janáka. O pár let později v roce 1925 se v Paříži konala Světová výstava dekorativních umění. Československý pavilon navrhl renomovaný architekt Josef Gočár a obdržel za něj Řád čestné legie. Tuto progresivní výstavu vystřídala v roce 1929 konzervativní výstava v Barceloně, kdy se část architektů po několika letech hledání nových forem vrátila zpět k historizujícímu tvarosloví. Československo zde zastupoval Richard Klenka rytíř z Vlastimilu. Na světové výstavě v Chicagu v roce 1933 navrhl československý pavilon architekt Kamil Roškot. V roce 1935 se světová výstava konala poprvé pod záštitou BIE a poprvé v Bruselu. Architekt Antonín Heythum zde vytvořil převážně dřevěnou funkcionalistickou stavbu pavilonu s originálním způsobem osvětlení. Československý pavilon na Světové výstavě v Paříži v roce 1937 byl na svou dobu velmi moderní stavbou, jasně vyjadřoval směrování novodobé architektury směrem ke stavbám ze skla a oceli. První poválečná výstava se konala roku 1958 v Bruselu. Československý pavilon získal velké mezinárodní uznání a řadu ocenění, včetně Zlaté hvězdy za nejlepší pavilon. Éra úspěšných československých výstav pokračovala rokem 1967 na Expu v Montrealu. Expozice v československém pavilonu zahrnovala historické bohatství a půvab středověkých uměleckých památek. Představeno bylo také interaktivní filmové přestavení Kinoautomat. Národní expozice na Světové výstavě v Ósace v roce 1970 reflektovala umělecké rozvolnění Pražského jara, které ale bylo potlačeno invazí vojsk Varšavské smlouvy do Československa a následnou normalizací. Oproti předchozím pavilonům v Bruselu či Montrealu byla expozice pojata minimálněji a výtvarněji, soustředila se na konfrontaci české, japonské a světové situace. Poslední předrevoluční Expo se konalo v roce 1986 ve Vancouveru, byla to mezinárodní specializovaná výstava věnována všem druhům dopravy a komunikaci mezi lidmi. Kromě stavby národního pavilonu byli českoslovenští architekti pověřeni vypracováním návrhu pavilonu zachycujícího historii a budoucnost dopravy. V roce 1991 se u příležitosti dvoustého výročí průmyslové výstavy v Klementinu konala na pražském Výstavišti Všeobecná československá výstava. Poslední výstava společného státu Čechů a Slováků v roce 1992 v Seville představila expozici zachycující historii a současnost českého sklářství.
Po rozdělení Československa se Česká republika jako samostatný stát účastnila nejprve v roce 1993 mezinárodní specializované výstavy v jihokorejském Tedžonu zaměřené na udržitelný rozvoj a v roce 2000 Expa v německém Hannoveru. Český pavilon v Německu byl nakonec i přes dramatický průběh příprav relativně úspěšný. Od roku 2000 se světové Expo koná každých pět let. V roce 2005 výstavu pořádala  japonská prefektura Aiči. Český pavilon ztvárnil podtéma umění života v interaktivní expozici přizpůsobené japonskému publiku. Nejdražší, nejrozsáhlejší a nejnavštěvovanější Expo v historii se konalo v roce 2010 v Šanghaji. Tvůrci českého pavilonu ozdobili fasádu propůjčeného modulu 63 miliony hokejových puků, které symbolizovaly vztah Česka k lednímu hokeji. Pavilon získal stříbrnou medaili za kreativitu. Expo 2015 v Miláně poukazovalo na zhoršující se ekologickou situaci. Český pavilon tvořila plně rozmontovatelná a přemístitelná modulární konstrukce a získal řadu ocenění včetně bronzové medaile za architekturu. Národní pavilon na světové výstavě Expo 2020 v Dubaji byl vybaven vyspělými technologiemi, moderním českým designem a osvětlením. Unikátní český systém, který za pomoci solární energie vyrábí vodu ze vzdušné vlhkosti byl oceněn cenou za nejlepší inovaci Expa.   

## České království jako součást Rakousko-Uherska
Na českém území byla již roku 1754 uspořádána pro Marii Terezii ve Veltrusích výstava produktů Království českého.
Kořeny účasti českých zemí na světových výstavách sahají až do 18. století. V roce 1791 proběhl v pražském Klementinu průmyslový veletrh u příležitosti korunovace krále Leopolda II., nejednalo se ale o světovou výstavu v pravém slova smyslu. První světová výstava svého druhu (až později EXPO) se konala v roce 1851 v Londýně. Již tehdy zde bylo vystaveno české sklo z dílny hraběte Harracha.
Rakousko-Uhersko se v roce 1873 po Spojeném království a Francii stalo třetí zemí, která světovou výstavu pořádala, zde však Českému království nebylo dovoleno vybudovat samostatný pavilon. Samotná výstava skončila mimořádným neúspěchem. Vlivem špatného počasí už 1. května, kdy výstava začínala, přišlo málo lidí. V pátek 9. května pak zkrachovala vídeňská burza. Namísto odhadovaných 20 milionů návštěvníků zaznamenala výstava zaměřená především na vzdělání a gramotnost jen 7 milionů. Dalším ovlivňujícím faktorem byla epidemie cholery, která ve Vídni vypukla během června a způsobila, že lidé v panice město opouštěli. Státu po výstavě zůstal dluh bezmála 19 milionu zlatých.
Čeští architekti se poprvé účastnili světové výstavy roku 1889 v Paříži. Pavilon Rakousko-Uherska navrhli Jan Koula a Josef Fanta a odnesli si zlatou medaili za architekturu.
Velký úspěch přinesla Jubilejní zemská výstava 1891 v Praze. Výstava se konala na Výstavišti v dnešním Bubenči na oslavu 100 let od průmyslového veletrhu. Ani tato výstava nespadala do kategorie mezinárodních výstav. Výstava měla být původně všeobecná zemská, ale německá strana svou účast odřekla. Vynikla tím vyspělost a rozvoj českého průmyslu a ukázal se český potenciál.
Završení výstav 19. století proběhlo roku 1900 v Paříži. Na pátou pařížskou výstavu přišlo až 50 milionů návštěvníků. Českému království se na této výstavě opět oficiálního uznání nedostalo, přestože zde prezentovali svá díla například Vojtěch Hynais či J. V. Myslbek. Alfons Mucha se dokonce podílel na tvorbě pavilonu Bosny a Hercegoviny. Úspěch slavily expozice architektů Josefa Fanty a Jana Kouly v rámci pavilonu monarchie Rakouska-Uherska.
Na výstavě v Saint Louis v roce 1904 reprezentovala rakousko-uherskou monarchii budova v secesním stylu od Jana Kotěry.

## Samostatné Československo
První veletrh, kterého se účastnila Československá republika jako samostatný stát, se konal ke stému výročí brazilské nezávislosti v roce 1922 v Riu de Janeiru. Přestože se neřadí mezi historické výstavy, pro ČSR představovala jednu z prvních příležitostí předvést svůj potenciál nezávislé země na světovém veletrhu. První národní pavilon připomínající lidová stavení navrhl architekt Pavel Janák.
V roce 1925 hostila Paříž Světovou výstavu dekorativních umění. Pařížský pavilon navržený zkušeným architektem Josefem Gočárem připomínal moderní holandskou architekturu a autor za něj získal Řád čestné legie.
Dále se suverénní ČSR prezentovala na výstavě, které se přezdívá výstava světla, roku 1929 v Barceloně. Zde neměla svůj vlastní pavilon, neboť výstava byla situována do rozsáhlého komplexu v historizujících formách a každá země tak měla pouze svou vnitřní expozici. Československo představilo své exportní firmy v expozici Richarda Klenky rytíře z Vlastimilu. Zároveň se jednalo o poslední výstavu, která nebyla koordinovaná Mezinárodním ústavem pro výstavnictví (francouzsky Bureau Internationale des Expositions, zkr. BIE). Členem komise BIE se ČSR stala v roce 1932 – rok před další výstavou v Chicagu.
V roce 1933 tak proběhla výstava v americkém Chicagu, která dávala na odiv především prudký technologický rozmach. Navzdory depresi z finanční krize a prohibici se výstava těšila skvělé návštěvnosti a pozitivním ohlasům, a proto se chicagská radnice rozhodla pro druhou sezonu. Celkový počet návštěvníků se tak vyšplhal až na 39 milionů. Na této výstavě ČSR postavila moderní velkoryse navržený pavilon s velkými prosklenými plochami, jehož autorem byl architekt Kamil Roškot. Kromě 70 firem, které zde vystavovaly, se prezentovala i národním nápojem – pivem. Celkově český pavilon navštívilo 6,5 milionu lidí.
Po výjimce, kterou Bruselu musel udělit BIE, se Světová výstava v roce 1935 konala v belgickém hlavním městě. Jednalo se o první výstavu, která byla organizovaná pod záštitou BIE. V Bruselu se československému pavilonu podařilo zaujmout. Téměř pětinu všech návštěvníků zlákaly skleněné instalace českých mistrů a nevšední systém zrcadel architekta Antonína Heythuma, který poskytoval světlo pavilonu i přesto, že neměl téměř žádná okna. Architekt Heythum obdržel zvláštní ocenění za důmyslný způsob osvětlení pavilonu.
Od roku 1937 se začalo neoficiálně používat pojmenování EXPO, oficiálně se název používá až od roku 2000. Další EXPO pořádala Francie už v roce 1937, pouhé dva roky po Bruselu. Na poslední výstavě před vypuknutím druhé světové války naproti sobě stanuly pavilony dvou totalitních velmocí: SSSR a nacistického Německa. Na jedné straně srp a kladivo, na druhé orlice svírající svastiku. Protiválečný postoj zde znázorňoval nápis pax (mír) na paláci Chaillot a Picassovo dílo La Guernica. Československý pavilon, obdobně jako mnoho dalších, byl dostavěn se zpožděním především kvůli záplavám. Funkcionalistický pavilon byl na svou dobu velmi moderní stavbou a přitahoval davy diváků. Byl prosklený Thermoluxem, speciálním sklem, které dokáže absorbovat sluneční teplo. Autorem archotektonického návrhu byl Jaromír Krejcar ve spolupráci se Zdeňkem Krejčířem a Bohuslavem Soumarem a na interiérech se podílel také grafik Ladislav Sutnar. Z architektonického hlediska byl pavilon úspěšnou stavbou, ale interiér byl exponáty přehlcený a špatně prostupný.
Přestože ČSR v letech 1939 a 1940 de iure neexistovala, na výstavě v New Yorku československý pavilon byl. Druhá sezóna změnila kvůli světové válce téma na Mír a svoboda z původního Vytvoření světa zítřků. Expozice se zúčastnilo 55 zemí a 5 organizací, rekordní a do té doby nevídaný počet. Velkolepou výstavu zahajoval projevem Albert Einstein, původní téma poukazovala na nejnovější technologické vymoženosti. Československý pavilon se podařilo dostavit především díky generálnímu komisaři Hugovi Vavrečkovi, který před vypuknutím druhé republiky vyslal exponáty i s experty přes Atlantik. Velkou zásluhu na realizaci projektu měl také Ladislav Sutnar, který byl po vyhlášení protektorátu Čechy a Morava oficiálně pověřen likvidací probíhající instalace výstavy, ale tento úkol ignoroval a po skončení veletrhu přijal i s manželkou azyl v USA.
V druhé polovině 20. století se konalo mnohem více specializovaných výstav, světové výstavy ale proběhly jen čtyři. V roce 1958 byla EXPO v Bruselu, kde Československo slavilo nečekaně velký úspěch. Československý pavilon byl na celém EXPO vyhodnocen jako nejlepší a kromě Zlaté hvězdy za nejlepší pavilon získal četná další ocenění. Architektonický návrh pavilonu byl dílem meziválečných funkcionalistů Františka Cubra, Zdeňka Pokorného a Josefa Hrubého. Film Vynález zkázy režiséra Karla Zemana získal Velkou cenu a pozornost návštěvníků přitahovala také Laterna magika.
Na Montrealu v roce 1967 bylo Československo opět úspěšné. Úspěch takového formátu, jakého se dočkal pavilon v Bruselu se sice neopakoval, přesto návštěvníky zaujal mimo jiné i Kinoautomatem, prvním interaktivním filmem, během něhož mohl divák zasahovat do děje. Kromě technologicky vyspělého kinoautomatu zařadili tvůrci do výstavy i historické exponáty jako třebechovický betlém či Věstonickou Venuši.
I v japonské Ósace v roce 1970 se ČSR dařilo, na 11 milionů návštěvníků si přišlo prohlédnout československou expozici. Pavilon byl poznamenaný jak pražským jarem, tak vpádem vojsk varšavské smlouvy v roce 1968. Alegorický tón výstavy se zachoval, avšak stranické orgány prosadily například busty V. I. Lenina; po skončení výstavy byl generální ředitel Miroslav Galuška společně s některými umělci totalitním režimem perzekvován.
Poslední předrevoluční Expo, jehož se Československo zúčastnilo, byla mezinárodní specializovaná výstava v roce 1986 ve Vancouveru věnována všem druhům dopravy a komunikaci mezi lidmi. Kromě stavby národního pavilonu zde dostali architekti příležitost vybudovat oficiální pavilon zachycující historii a budoucnost dopravy.
U příležitosti dvoustého výročí průmyslové výstavy v Klementinu se v roce 1991 konala na pražském Výstavišti Všeobecná československá výstava.
Plánování výstavy v Seville v roce 1992 začalo ještě před pádem totalitního režimu. Po zrušení vládní komise pro výstavnictví novou československou vládou se nakonec generálním ředitelem stal opět Miroslav Galuška, který se rozhodl zaplnit expozici českým sklem. Za doprovodu hudby Michala Pavlíčka mohli návštěvníci pozorovat nasvícené pohyblivé skleněné skulptury.

## Česko 1993–současnost
První prezentace samostatné České republiky se odehrála na mezinárodní specializované výstavě v jihokorejském Tedžonu v roce 1993, která byla zaměřena na nové způsoby rozvoje a další dílčí témata týkajícími se udržitelného a zeleného rozvoje. Na přípravu byly omezené finanční prostředky a také málo času. Expozice prezentovala kulturní a průmyslovou tradici Česka, ale výstavní prostor byl stísněný a celkový dojem  nezlepšila ani tradiční výstava skla.
V roce 2000 proběhlo EXPO v německém Hannoveru. Přestože stát obdržel pozvánku k výstavě s pětiletým předstihem, česká účast byla v posledních krocích ohrožena. Na konci listopadu 1999 rezignoval generální komisař Vlastimil Ježek, kterého nahradil 1. prosince Václav Bartuška. Ten přípravu dokončil, avšak za hlasité kritiky historika architektury Zdeňka Lukeše.[zdroj?] Český pavilon byl nakonec i přes dramatický konec příprav relativně úspěšný a německé návštěvníky potěšil i Karel Gott, který po komentářích Lukeše hrozil, že svou účast zruší.
Od kulatého ročníku EXPO 2000 se interval mezi jednotlivými výstavami ustálil na 5 letech. Výstavu v roce 2005 pořádala japonská prefektura Aiči, konkrétně město Nagoja. Oproti původním předpokládaným 15 milionům návštěvníků jich prošlo turnikety na 22 milionů, z čehož pramenil i velký zisk. Od tohoto ročníku EXPO se výrazně změnil proces výběrového řízení na výstavní pavilon. Dříve probíhala zvlášť soutěž na architekturu budovy a na jeho obsah, tedy libreto. Tento přístup často končil spory mezi architektonickým týmem a tvůrci obsahu, protože každý měl odlišné představy o tom, jak by měl stánek fungovat. Nová metoda je mnohem jednodušší a efektivnější: soutěží se na dodávku kompletního pavilonu, jeho stavby, vybavení a následného demontáže, vše „na klíč“. Účastníci si sami sestavují svůj tým, který zahrnuje architekty, výtvarníky a další odborníky. Odborná porota pak vybírá ten návrh, který vyhodnotí jako nejoriginálnější, přičemž bere v úvahu náklady, proveditelnost a vhodnost stavby do dané oblasti a klimatických podmínek. Nicméně primárně se hodnotí nosný koncept. Český pavilon v Aiči ztvárnil podtéma umění života v interaktivní expozici přizpůsobené japonskému publiku. Největší úspěch slavil japonský humanoidní robot ASIMO a robotice byl věnován celý pavilon. Zde byli mimo jiné zmíněni i Karel Čapek, či legendární pražský Golem.
Největší výstava, která se doposud konala, byla v roce 2010 v Šanghaji. Nejdražší, nejrozsáhlejší a nejnavštěvovanější Expo historie navštívily více než 73 miliony návštěvníků. Motto výstavy Lepší město, lepší život měl odrážet zvyšující se urbanizaci v celém světě. Jelikož se Česká republika pro účast rozhodla až na začátku roku 2008,[zdroj?] nemohla kvůli časovému presu postavit pavilon vlastní. Místo toho ozdobili tvůrci fasádu propůjčeného modulu 63 miliony hokejových puků. Český pavilon byl koncipovaný jako relaxační zóna, ve které exponáty Lukáše Rittsteina a Barbory Šlapetové a dalších (mj. i Maxima Velčovského) odkazovaly na propojení a soulad města a přírody. V předposlední den výstavy získal český pavilon stříbrnou medaili za kreativitu.
Expo 2015 v Miláně tématem Uživit planetu, energie pro život odkazovala na zhoršující se ekologickou situaci. Pavilon postavili architekti Chybík a Krištof ve spolupráci s firmou KOMA, která se specializuje na modulární konstrukci. Pavilon byl v souladu s tématem ekologicky čistý, plně rozmontovatelný a přemístitelný. Český pavilon získal řadu ocenění, italská média a návštěvníci jej označili za „nejpohodovější pavilon“, „pavilon nejvstřícnější k dětem“ Deník Corriere della Sera ocenil luxusní českou restauraci La Baita del cacciatore jako třetí nejlepší z celého EXPO.  Nejvýznamnější ocenění byla bronzová medaile za architekturu.
Expo 2020 v Dubaji vedl za český pavilon komisař Jiří František Potužník. Tématem výstavy bylo Connecting minds, creating the future, v překladu Spojování myslí a vytváření budoucnosti. Český pavilon byl vybaven vyspělými technologiemi, moderním českým designem a osvětlením. Hlavním exponátem se stal unikátní český systém S.A.W.E.R., který za pomoci solární energie vyrábí vodu ze vzdušné vlhkosti a byl oceněn cenou za nejlepší inovaci Expa.
Expo 2025 v Ósace vedl za český pavilon komisař Ondřej Soška. Tématem výstavy bylo Talent a kreativita pro život.